# Marey
Marey is een gemeente in het Franse departement Vosges in de regio Grand Est en telt 63 inwoners (2009). De plaats maakt deel uit van het arrondissement Neufchâteau.

## Geschiedenis
De gemeente maakte deel uit van het kanton Lamarche tot dat op 22 maart 2015 werd opgeheven en de gemeenten werden opgenomen in het kanton Darney.

## Geografie
De oppervlakte van Marey bedraagt 7,8 km², de bevolkingsdichtheid is dus 8,1 inwoners per km².
De onderstaande kaart toont de ligging van Marey met de belangrijkste infrastructuur en aangrenzende gemeenten.

## Demografie
Onderstaande figuur toont het verloop van het inwonertal.
Les Ableuvenettes · Ahéville · Ainvelle · Ameuvelle · Bainville-aux-Saules · Bazegney · Begnécourt · Bleurville · Blevaincourt · Bocquegney · Bouzemont · Châtillon-sur-Saône · Circourt · Claudon · Damas-et-Bettegney · Damblain · Dommartin-aux-Bois · Dompaire · Fignévelle · Fouchécourt · Frain · Gelvécourt-et-Adompt · Gignéville · Girancourt · Godoncourt · Gorhey · Grignoncourt · Hagécourt · Harol · Hennecourt · Isches · Lamarche · Légéville-et-Bonfays · Lironcourt · Madonne-et-Lamerey · Marey · Maroncourt · Martigny-les-Bains · Martinvelle · Mont-lès-Lamarche · Monthureux-sur-Saône · Morizécourt · Nonville · Racécourt · Regnévelle · Robécourt · Romain-aux-Bois · Rozières-sur-Mouzon · Saint-Julien · Senaide · Serécourt · Serocourt · Les Thons · Tignécourt · Tollaincourt · Vaubexy · Velotte-et-Tatignécourt · Ville-sur-Illon · Villotte · Viviers-le-Gras